# منطقه رابائول
منطقه رابائول یکی از منطقه های استان بریتانیای نو شرقی واقع در کشور پاپوآ گینه نو می باشد. مرکز این منطقه رابائول است. این منطقه خود از ۴ فرمانداری محلی تشکیل می گردد که هر فرمانداری به منظور سهولت در امر آمارگیری خود به چند بخش تقسیم می شود.

## تقسیمات
این منطقه دارای ۴ فرمانداری محلی است که اسامی آن ها به شرح زیر است:
- فرمانداری محلی روستایی بالاناتامان
- فرمانداری محلی روستایی کومبیو
- فرمانداری محلی شهری رابائول
- فرمانداری محلی روستایی جزیره واتوم